# Cambará
Cambará  ist ein brasilianisches Munizip im Norden des Bundesstaats Paraná. Es hat 23.212 Einwohner (2022), die sich Cambaraenser nennen. Seine Fläche beträgt 366 km². Es liegt 453 Meter über dem Meeresspiegel.

## Etymologie

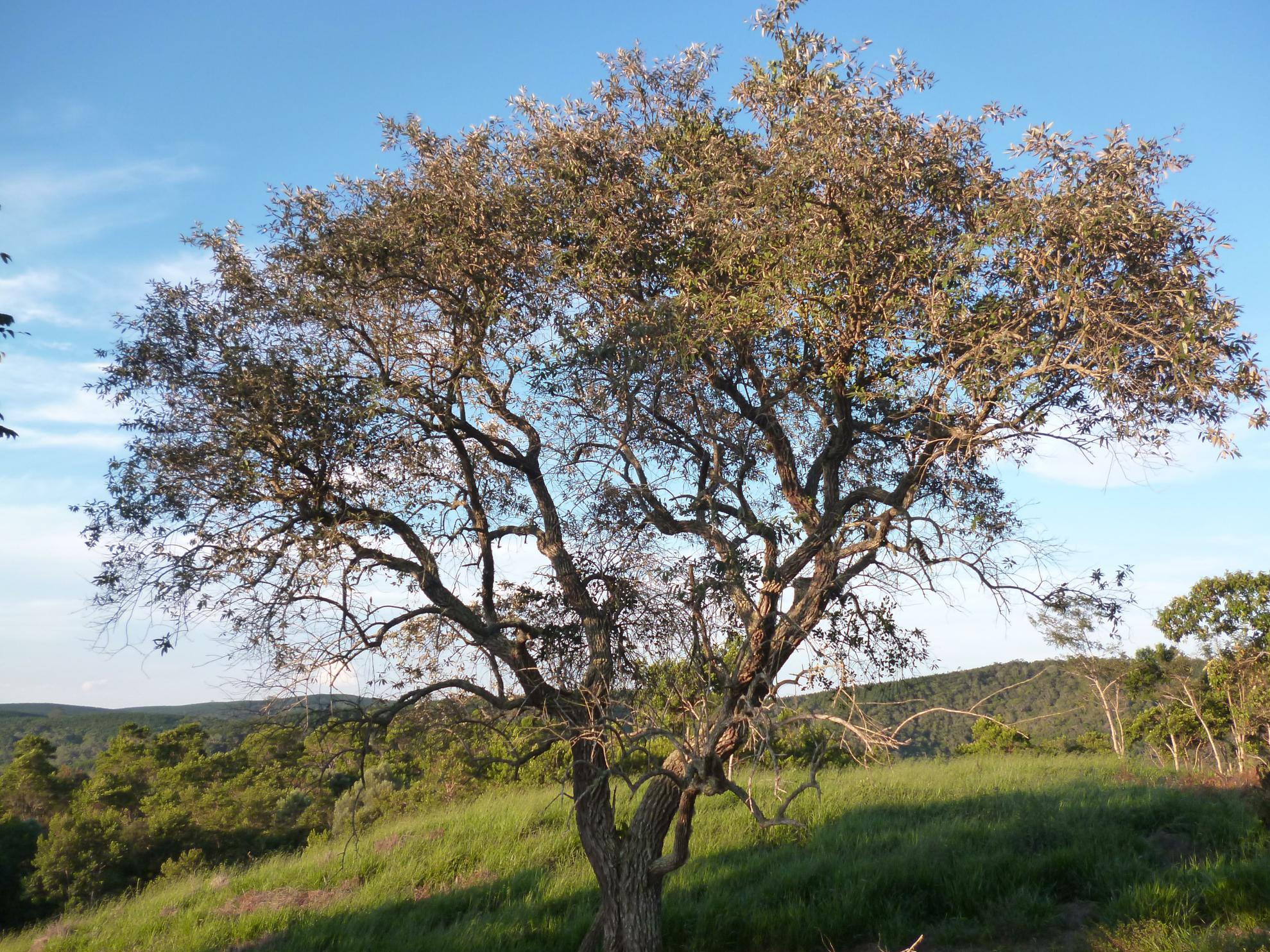
Cambará-Baum

Die erste Siedlung wurde nach dem Bach, der durch das Gebiet zum Paranapanema fließt, Alambari genannt. Erst mit der Erhebung zum Distrikt erhielt der Ort 1923 seinen heutigen Namen. Dieser stammt vom Cambará-Baum (Moquiniastrum polymorphum), der im Atlantischen Regenwald Brasiliens häufig vorkommt. Cambará

## Geschichte

### Besiedlung
Bis zum Beginn des 20. Jahrhunderts wurde das Land nur selten aufgesucht, höchstens von Jägern auf der Suche nach dem reichhaltigen Wild in der Region. Dann wurden die wertvollen Harthölzer entdeckt. Hinzu kam, dass das Vorkommen des Cambará-Baums anzeigte, dass es sich um fruchtbare Terra-Roxa-Böden handelte, die sich für den Kaffeeanbau und andere Kulturen wie Baumwolle, Zuckerrohr oder Reis eignen. Die Gegend erlebte einen großen Zustrom von Menschen, vor allem japanischen Einwanderern. Die Nachricht von der Fruchtbarkeit des Bodens in der Region verbreitete sich schnell. Die ersten Siedler ließen sich 1904 nieder.

### Erhebung zum Munizip
Cambará  wurde durch das Staatsgesetz Nr. 2208 vom 28. März 1923 aus Jacarezinho ausgegliedert und in den Rang eines Munizips erhoben. Es wurde am 21. September 1924 als Munizip installiert.

## Geografie

### Fläche und Lage
Cambará  liegt auf dem Terceiro Planalto Paranaense (der Dritten oder Guarapuava-Hochebene von Paraná). Seine Fläche beträgt 366 km². Es liegt auf einer Höhe von 453 Metern.

### Vegetation
Das Biom von Cambará  ist Mata Atlântica.

### Klima
In Cambará herrscht tropisches Klima. Im Winter gibt es deutlich weniger Niederschläge als im Sommer. Die Klimaklassifikation nach Köppen und Geiger lautet Aw. Im Jahresdurchschnitt liegt die Temperatur bei 22,4 °C. Innerhalb eines Jahres gibt es 1312 mm Niederschlag.

### Gewässer

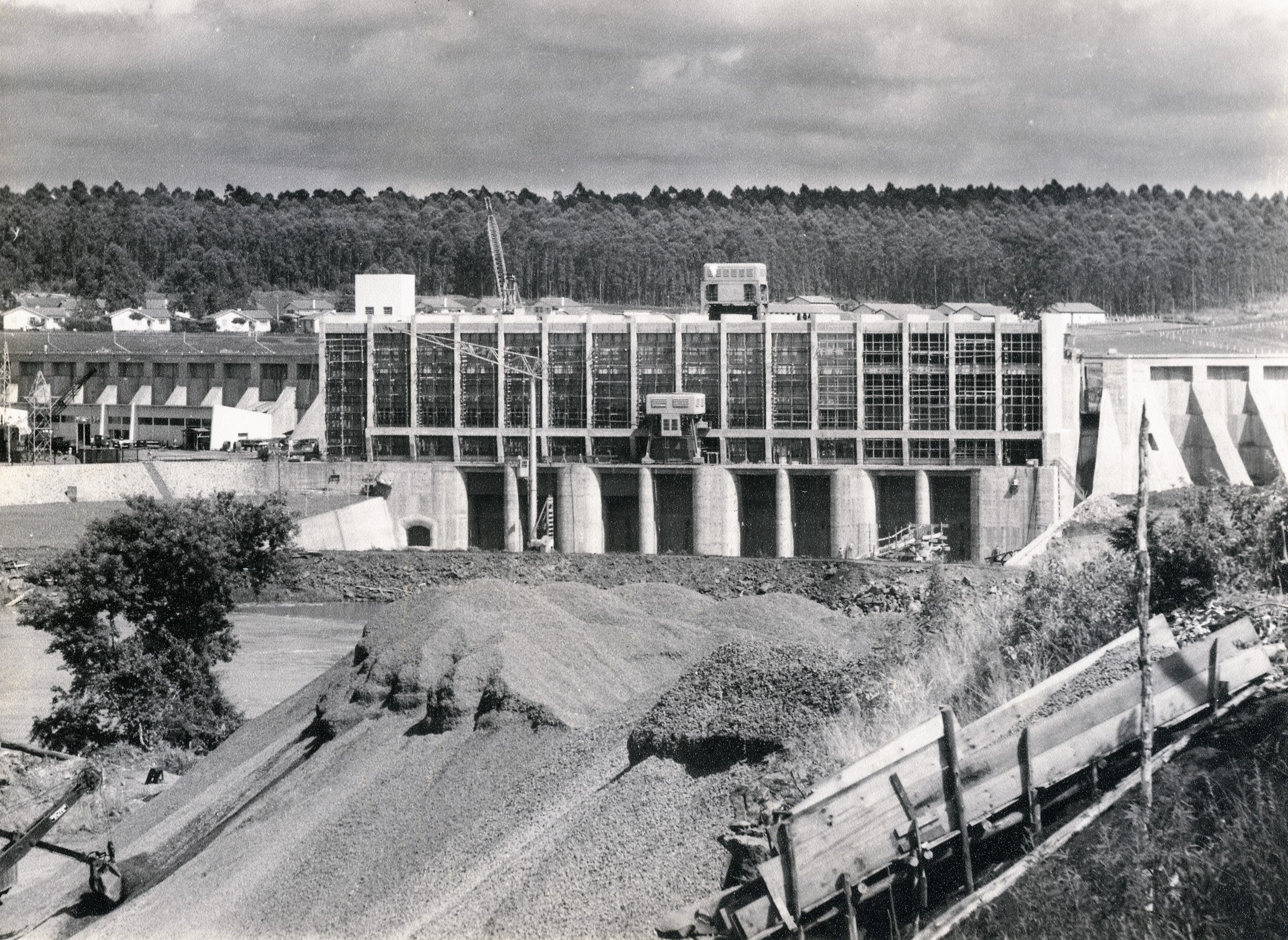
Wasserkraftwerk Salto Grande am Paranapanema

Cambará liegt am Paranapanema, der die nördliche Grenze des Munizips bildet. Er ist im westlichen Bereich durch die Talsperre für das Wasserkraftwerk Canoas II aufgestaut. Etwas oberhalb ist das Wasserkraftwerk Salto Grande. Es wurde 1960 gebaut und ist das älteste Wasserkraftwerk am Paranapanema.

### Straßen
Cambará liegt an folgenden Straßen:
- Rodovia BR-369 von Londrina nach Ourinhos
- Rodovia PR-431 von Cambará nach Jacarezinho

### Eisenbahn
- Linie von Ourinhos nach Cianorte der Rumo Logística[5]

### Nachbarmunizipien
|                 |                                             | Salto Grande  |
| Andirá          | Kompassrose, die auf Nachbargemeinden zeigt | Ourinhos (SP) |
| Barra do Jacaré |                                             | Jacarezinho   |

## Stadtverwaltung
Bürgermeister: Amaral Borges, MDB (2021–2024)
Vizebürgermeister: Antonio Arigoni, MDB (2021–2024)

## Demografie

### Bevölkerungsentwicklung
| Jahr | Einwohner | Stadt | Land |
| ---- | --------- | ----- | ---- |
| 1950 | 19.799    | 30 %  | 70 % |
| 1960 | 22.781    | 37 %  | 63 % |
| 1970 | 25.631    | 44 %  | 56 % |
| 1980 | 21.359    | 62 %  | 38 % |
| 1991 | 21.343    | 77 %  | 23 % |
| 2000 | 22.740    | 88 %  | 12 % |
| 2010 | 23.886    | 94 %  | 6 %  |
| 2022 | 23.212    |       |      |

Quelle: IBGE (2011) und Volkszählung 2022

### Ethnische Zusammensetzung
| Gruppe * | 1991    | 2000    | 2010    | wer sich als …                                                                   |
| --- | ------- | ------- | ------- | -------------------------------------------------------------------------------- |
| Weiße | 79,3 %  | 76,9 %  | 71,4 %  | weiß bezeichnet                                                                  |
| Schwarze | 5,4 %   | 6,0 %   | 5,6 %   | schwarz bezeichnet                                                               |
| Gelbe | 0,8 %   | 2,2 %   | 2,1 %   | von fernöstlicher Herkunft wie japanisch, chinesisch, koreanisch etc. bezeichnet |
| Braune | 14,5 %  | 14,6 %  | 20,8 %  | braun oder als Mischung aus mehreren Gruppen bezeichnet                          |
| Indigene | 0,0 %   | 0,3 %   | 0,1 %   | Ureinwohner oder Indio bezeichnet                                                |
| ohne Angabe | 0,0 %   | 0,1 %   | 0,0 %   |                                                                                  |
| Gesamt | 100,0 % | 100,0 % | 100,0 % |                                                                                  |
| *) Anmerkung: Das IBGE verwendet für Volkszählungen ausschließlich diese fünf Gruppen. Es verzichtet bewusst auf Erläuterungen. Die Zugehörigkeit wird vom Einwohner selbst festgelegt. |         |         |         |                                                                                  |

Quelle: IBGE (Stand: 1991, 2000 und 2010)